# امیرحسین زمانی‌نیا
امیرحسین زمانی‌نیا (زاده 1335) سیاست‌مدار و دیپلمات ایرانی است، که هم‌اکنون در دولت دوازدهم، بعنوان معاون امور بین‌الملل و بازرگانی وزیر نفت فعالیت می‌کند. او پیش‌تر در دولت هشتم و دولت یازدهم، از اعضای تیم مذاکره‌کننده هسته‌ای ایران بشمار می‌آمد و در فاصله سالهای ۱۳۸۰ تا ۱۳۸۴ نیز سفارت ایران در مالزی را برعهده داشت.
وی دانش‌آموخته کارشناسی حقوق قضایی از دانشگاه قم، کارشناسی ارشد علوم سیاسی از دانشگاه ایالتی کالیفرنیا در چیکو و دکتری حقوق از جان جی کالج دانشگاه شهری نیویورک است. زمانی‌نیا فعالیت شغلی خود را در وزارت امور خارجه آغاز کرد. او از کارشناسان ارشد دفتر ایران در سازمان ملل متحد، در دوره کمال خرازی در این وزارتخانه بود و تاکنون در سمت‌هایی چون مدیرکل سیاسی و بین‌الملل وزارت امور خارجه، سفیر ایران در مالزی و معاونت پژوهش‌های روابط بین‌الملل مرکز تحقیقات استراتژیک مجمع تشخیص مصلحت نظام، فعالیت داشته‌است. وی در مراسم تحلیف حسن روحانی، مدیریت جلسه را بر عهده داشت. 

## تحصیلات
تحصیلات زمانی‌نیا در مقاطع مختلف عبارتند از:
- کارشناسی حقوق قضایی از دانشگاه قم
- فوق لیسانس علوم سیاسی از دانشگاه ایالتی کالیفرنیا در چیکو
- دکتری حقوق از جان جی کالج دانشگاه شهری نیویورک

## سوابق شغلی
- معاونت پژوهش‌های روابط بین‌الملل مرکز تحقیقات استراتژیک
- مدیرکل سیاسی و بین‌الملل وزارت امور خارجه
- سفیر ایران در مالزی
- عضو تیم مذاکره‌کننده‌هسته‌ای
- عضو دفتر ایران در سازمان ملل متحد